# Plage des Hattes
La plage des Hattes est une plage  située sur la commune d'Awala-Yalimapo dans le département de la Guyane.
Cette plage est connue pour être l'un des plus grands sites de pontes pour les tortues marines au monde.

## Description
Awala-Yalimapo est connu pour la plage des Hattes, longue de 5 kilomètres où des centaines de tortues luth viennent pondre. Cette plage est l'une des dernières grandes zones de ponte de tortues luths.

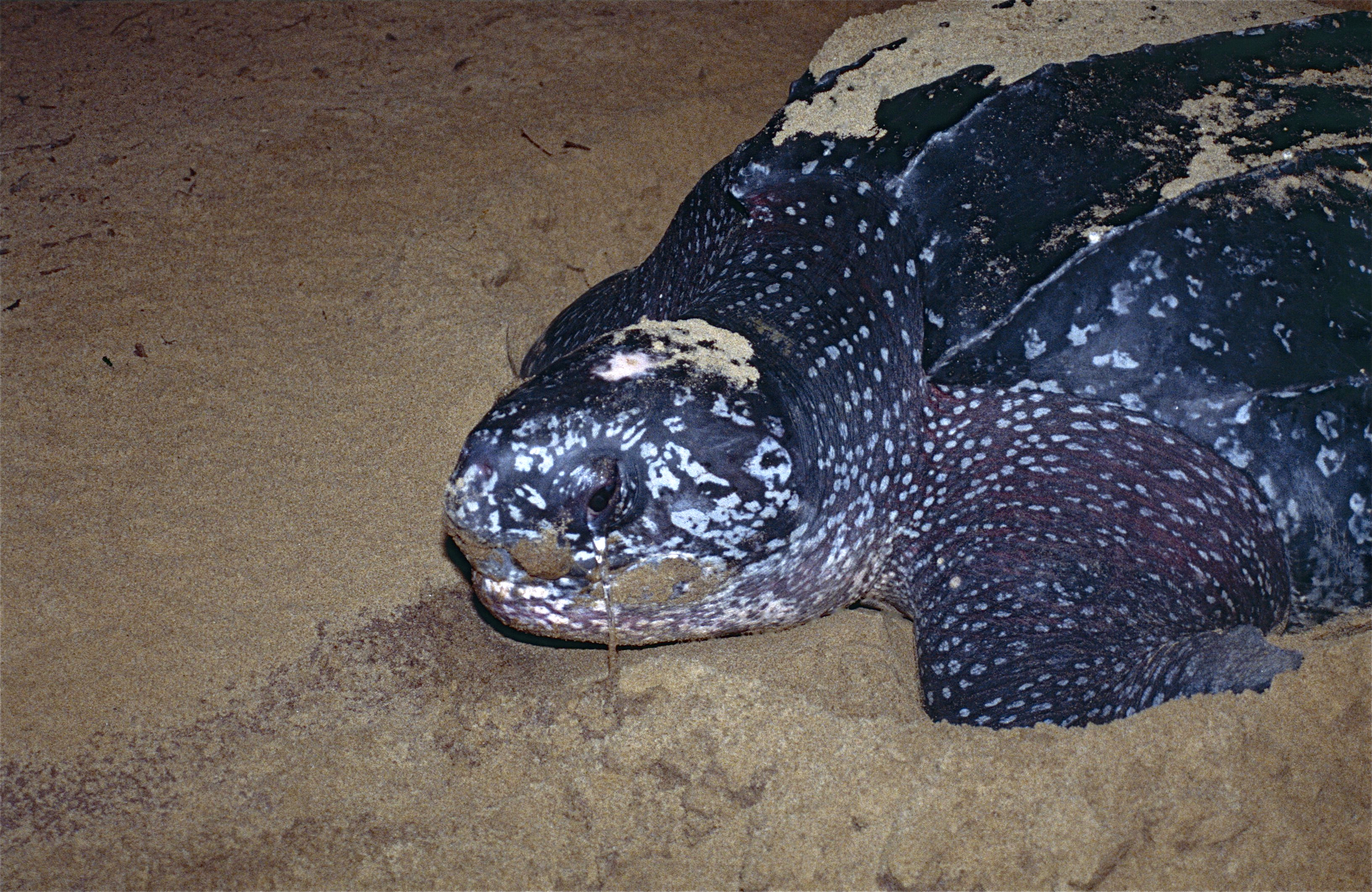

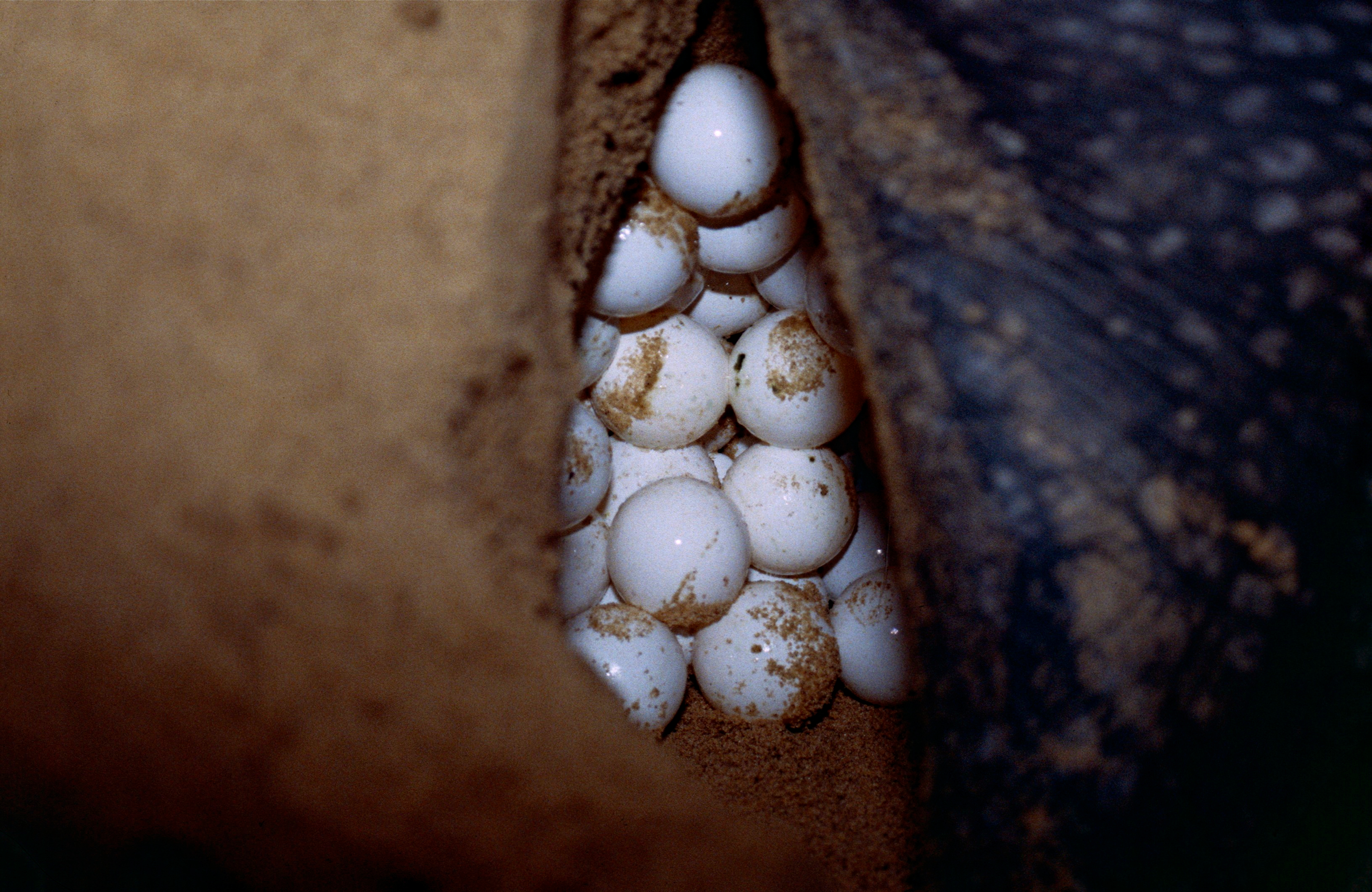

De février à juillet environ, ce sont les tortues luth, tortues vertes qui se succèdent pour venir y pondre.
Le site est protégé par la mise en place de la réserve naturelle nationale de l'Amana, mais le braconnage des tortues ou de leurs œufs, bien qu'il ait été réduit s'y poursuit, notamment par l'existence d'une demande. Les cas de  violence restent toutefois marginaux. La pêche illégale reste un danger pour les tortues marines.